# Quintín Altolaguirre Zabala
Quintín Altolaguirre Zabala (Idiazábal 1876- San Sebastián 1936 ) fue un médico ginecólogo y político español. Fue vicepresidente de la comisión provincial  de la Diputación de Guipúzcoa desde donde fue un firme defensor del Concierto Económico. Como médico fundó en 1921 la Clínica Nuestra Señora de Aranzazu en San Sebastián.

## Trayectoria profesional
Nació en el municipio de Idiazábal, provincia de Guipúzcoa (España) en 1876. Realizó sus estudios de medicina en la Universidad de Zaragoza y en 1904 se doctoró en la Universidad de Madrid.
Comenzó trabajando de médico titular en Beasaín (Guipúzcoa) y posteriormente se especializó en Ginecología y Obstetricia.
En 1921, junto con los médicos Luis Ayestarán, Luis Olalde y Florencio Mozo, fundaron la Clínica Operatoria  Nuestra Señora de Aranzazu en San Sebastián.
En 1925 formó parte como vocal del Ateneo Guipuzcoano que era un foro de discusión intelectual en San Sebastián.
En 1930 fue autor de una publicación en defensa del Concierto Económico titulada: El Concierto Económico visto desde mi escaño de diputado.
Como  perteneciente al partido político Unión Patriótica, fue elegido concejal del Ayuntamiento de San Sebastián en 1925. Posteriormente fue gestor en la Diputación de Guipúzcoa entre 1931 y 1936 ocupando el último año la vicepresidencia de la corporación.
Falleció en San Sebastián en 1936.